# Theo Slijkhuis
Theo Slijkhuis (Arnhem, 31 maart 1938 – aldaar, 8 februari 2020) was een Nederlands profvoetballer die als rechtsbinnen of centrale aanvaller speelde.
Slijkhuis kwam in het seizoen 1955/56 in het eerste team van Vitesse dat in de Eerste divisie speelde. Hij was afkomstig uit de eigen jeugdopleiding van Vitesse waar hij in 1951 was begonnen. Vanaf 1960 speelde hij twee seizoenen voor N.E.C. waar hij in de Tweede divisie tot 30 doelpunten kwam. Na nog een seizoen bij Vitesse in de Tweede divisie, ging Slijkhuis voor divisiegenoot AGOVV spelen. In 1968 maakte Slijkhuis nog furore als topschutter van Rheden dat streed om het algeheel amateurkampioenschap. Hij kwam ook uit voor het Nederlands amateurvoetbalelftal.
Theo Slijkhuis was na zijn actieve carrière trainer van diverse amateurclubs. Hij werkte vanaf 1969 bij de toenmalige Postbank omdat destijds het inkomen van een (semi-prof)voetballer ontoereikend was om een gezin te kunnen onderhouden. Nadat de Postbank was opgegaan in de ING is hij daar op 60-jarige leeftijd met vervroegd pensioen kunnen gegaan.

## Carrièrestatistieken
| Seizoen         | Club            | Land            | Competitie       | Competitie | Competitie | Beker | Beker | Internationaal | Internationaal | Overig | Overig | Totaal | Totaal |
| Seizoen         | Club            | Land            | Competitie       | Wed.       | Dlp.       | Wed.  | Dlp.  | Wed.           | Dlp.           | Wed.   | Dlp.   | Wed.   | Dlp.   |
| --------------- | --------------- | --------------- | ---------------- | ---------- | ---------- | ----- | ----- | -------------- | -------------- | ------ | ------ | ------ | ------ |
| 1955/56         | Vitesse         | Nederland       | Hoofdklasse A    | 3          | 0          | 0     | 0     | 0              | 0              | 0      | 0      | 3      | 0      |
| 1956/57         | Vitesse         | Nederland       | Eerste divisie B | 15         | 3          | 0     | 0     | 0              | 0              | 0      | 0      | 15     | 3      |
| 1957/58         | Vitesse         | Nederland       | Eerste divisie A | 4          | 1          | 0     | 0     | 0              | 0              | 0      | 0      | 4      | 1      |
| 1958/59         | Vitesse         | Nederland       | Eerste divisie B | 11         | 3          | 0     | 0     | 0              | 0              | 0      | 0      | 11     | 3      |
| 1959/60         | Vitesse         | Nederland       | Eerste divisie A | 9          | 3          | –     | –     | 0              | 0              | 6      | 0      | 15     | 3      |
| 1960/61         | N.E.C.          | Nederland       | Tweede divisie   | 34         | 17         | 4     | 1     | 0              | 0              | 1      | 0      | 39     | 18     |
| 1961/62         | N.E.C.          | Nederland       | Tweede divisie   | 23         | 13         | 1     | 0     | 0              | 0              | 2      | 0      | 26     | 13     |
| 1962/63         | Vitesse         | Nederland       | Tweede divisie A | 27         | 3          | 1     | 0     | 0              | 0              | 0      | 0      | 28     | 3      |
| 1963/64         | AGOVV           | Nederland       | Tweede divisie B | –          | 10         | –     | 0     | 0              | 0              | 0      | 0      | –      | 10     |
| Carrière totaal | Carrière totaal | Carrière totaal | Carrière totaal  | –          | 53         | –     | 1     | 0              | 0              | 6      | 0      | –      | 54     |